# Serial ATA International Organization
Die Serial ATA International Organization (kurz SATA-IO) ist eine unabhängige Non-Profit-Organisation, welche im Juli 2004 aus der Serial ATA Working Group entstand. Die Vorgängerorganisation, die Serial ATA Working Group, hat dabei die erste Version der Serial ATA Spezifikation entwickelt. Im Jahre 2005 hat die SATA-IO dann die zweite Revision der SATA Spezifikation veröffentlicht und entwickelt gerade die dritte Revision. Darüber hinaus bietet es den Unternehmen Unterstützung bei der Umsetzung der Spezifikationen an. Ihr Sitz ist Beaverton (Oregon).

## Mitglieder
Die Organisation hat viele Mitglieder, unter anderem die führenden Unternehmen
- Dell
- Hewlett-Packard
- Hitachi
- Intel
- Maxim Integrated
- Seagate Technology
- Western Digital

Die zurzeit in Entwicklung befindliche vierte Revision von Serial ATA kann bereits von den Mitgliedern eingesehen werden. Andere Unternehmen haben bisher noch keine Möglichkeit zur Einsicht in die vorläufige Spezifikation.